# Ballymurphymassakern
Ballymurphymassakern (Ballymurphy Massacre) inträffade mellan den 9 och 11 augusti 1971. Elva obeväpnade civila blev under dessa dagar nerskjutna av den brittiska militären i West Belfast, Ballymurphy. Ingen av de dödade hade någon anknytning till någon paramilitär grupp.
Denna händelse fick föga uppmärksamhet i massmedia, till skillnad från den liknande händelsen "blodiga söndagen" som ägde rum den 30 januari 1972. En anledning till att Ballymurphymassakern fick så lite uppmärksamhet jämfört med den blodiga söndagen kan ha varit att den blodiga söndagen var en händelse där många dog ungefär samtidigt, medan Ballymurphymassakern varade under två dagar. En annan anledning kan ha varit att den blodiga söndagen inträffade vid en demonstration, så media var redan där när våldsamheterna bröt ut. 